# 张若潭
张若潭（?—?），字徵中，号鱼床，清朝翰林。安徽桐城縣人。張英之孫。
张若潭出身於桐城張氏，其家世顯赫，祖父張英、伯父張廷玉皆官至大學士。其父张廷𤪌為張英四子。乾隆元年（1736年），若潭中丙辰科三甲进士。改庶吉士，乾隆九年（1744年），授检讨。著有《远峰亭诗文集》。